# Ibim
Ibim (hebrejsky אִבִּים, v oficiálním přepisu do angličtiny Ibbim) je vzdělávací komplex v Izraeli, v Jižním distriktu, v Oblastní radě Ša'ar ha-Negev (nemá oficiální status samostatné členské obce oblastní rady).

## Geografie
Leží v nadmořské výšce 88 metrů na pomezí pobřežní nížiny (region Šefela) a severního okraje pouště Negev. Nachází se 13 kilometrů od břehu Středozemního moře, cca 62 kilometrů jihojihozápadně od centra Tel Avivu, cca 65 kilometrů jihozápadně od historického jádra Jeruzalému a 1 kilometr severovýchodně od města Sderot. Ibim je na dopravní síť napojen pomocí lokální silnice 232.

## Dějiny
Ibim byl založen v roce 1991, podle jiného zdroje 1992, jako studentská vesnice – vzdělávací komplex zaměřený na mladé židovské imigranty, kteří v té době masově přicházeli do Izraele, zejména ze zemí bývalého SSSR. V roce 1998 se zde uvádí 400 studentů. Provoz zařízení byl finančně podporován židovskými organizacemi z města San Diego z USA a Židovskou agenturou. Komplex se rozkládá na ploše 45 dunamů (4,5 hektaru). Areál obsahuje 100 ubytovacích jednotek, každá z nich pro čtyři osoby. Kromě toho se zde nachází sportovní areály, obchod, společenské centrum a synagoga. Vlastní výuka probíhá z větší části v komplexu Sapir Academic College, který leží na jižním okraji města Sderot.

## Demografie
K 31. prosinci 2014 zde bylo evidováno 256 obyvatel. Ještě v roce 2008 obec v oficiálních populačních výkazech nebyla evidována. Populaci tvořili Židé – cca 200 osob (včetně statistické kategorie „ostatní“, která zahrnuje nearabské obyvatele židovského původu ale bez formální příslušnosti k židovskému náboženství, cca 300 osob). Během roku 2014 populace klesla o 26,4 %.
| Rok            | 2009 | 2010 | 2011 | 2012 | 2013 | 2014 |
| -------------- | ---- | ---- | ---- | ---- | ---- | ---- |
| Počet obyvatel | 160  | 193  | 119  | 334  | 348  | 256  |